# InterPici

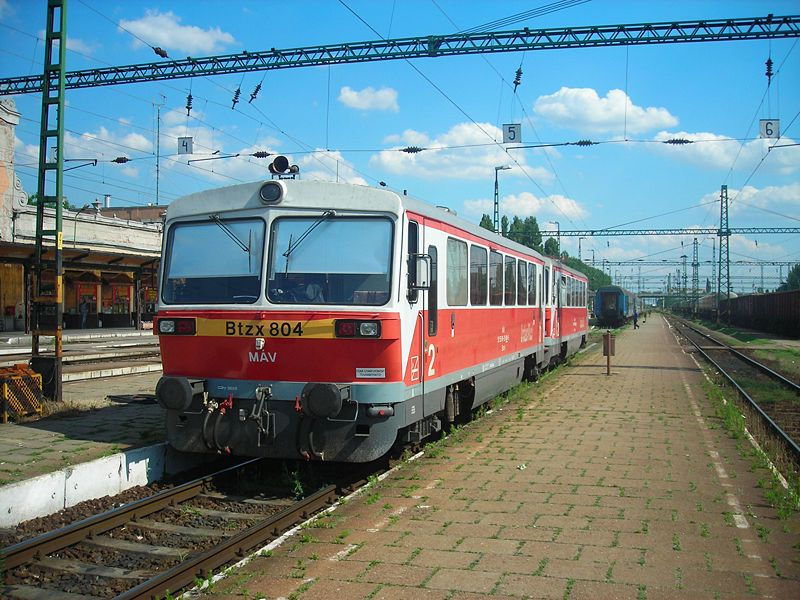
InterPici im Bahnhof von Békéscsaba

InterPici (IP) war eine Zuggattung der ungarischen Staatsbahnen Magyar Államvasutak. InterPicis wurden im nationalen Verkehr unterhalb der InterCity-Verbindungen angesetzt und sind in etwa mit den Regional-Express-Zügen in Deutschland und Österreich zu vergleichen. Der erste InterPici wurde 1998 auf der Strecke von Miskolc nach Tiszaújváros eingesetzt. InterPici können aus lokbespannten Zügen bestehen oder auch aus den aus tschechischer Produktion stammenden Bzmot-Triebwagen der Baureihe ČSD-Baureihe M 152.0.
Zum Fahrplanwechsel im Dezember 2010 wurde die Zuggattung InterPici abgeschafft.
Der Name der Zuggattung war gleichzeitig ein Wortspiel – das ungarische Wort pici bedeutet auf Deutsch winzig.